# Edoardo Toniolo
Edoardo Toniolo (Torino, 22 novembre 1907 – Roma, 31 dicembre 1986) è stato un attore italiano.

## Biografia
Figlio d'arte comincia a recitare molto presto in teatro, ricoprendo piccole parti. Scoperto da Guido Brignone, debutta nel cinema nel 1935 nella pellicola di carattere storico Ginevra degli Almieri.
Rimasto dopo l'8 settembre 1943 nel Nord Italia, lavora ad alcuni film presso il Cinevillaggio della Giudecca a Venezia, interpretando da protagonista il film Posto di blocco, del regista Ferruccio Cerio.
Nel dopoguerra contemporaneamente al suo lavoro in teatro, avrà la possibilità di diventare una voce molto presente nella prosa radiofonica della RAI e dal 1954 anche in televisione apparirà con una certa frequenza sia nelle commedie che negli sceneggiati televisivi del periodo.
Qualcuno lo ricorda nella parte di Remo il padrone della casa della festa dove si trovava Dorian Gray nel film Totò, Peppino e la... malafemmina.
Ha lavorato saltuariamente anche nel doppiaggio cinematografico.

## Filmografia
- Villafranca, regia di Giovacchino Forzano (1934)
- Ginevra degli Almieri, regia di Guido Brignone (1935)
- I due sergenti, regia di Enrico Guazzoni (1936)
- Tredici uomini e un cannone, regia di Giovacchino Forzano (1936)
- In campagna è caduta una stella, regia di Eduardo De Filippo (1939)
- Giuliano de' Medici, regia di Ladislao Vajda (1941)
- Divieto di sosta, regia di Marcello Albani (1941)
- Brivido, regia di Giacomo Gentilomo (1941)
- Finalmente soli, regia di Giacomo Gentilomo (1942)
- L'angelo del crepuscolo, regia di Gianni Pons (1942)
- Incontri di notte, regia di Nunzio Malasomma (1942)
- Il processo delle zitelle, regia di Carlo Borghesio (1945)
- Posto di blocco, regia di Ferruccio Cerio (1945)
- Angelo tra la folla, regia di Leonardo De Mitri (1950)
- La leggenda del Piave, regia di Riccardo Freda (1952)
- La figlia del diavolo, regia di Primo Zeglio (1952)
- Rivalità, regia di Giuliano Biagetti (1953)
- Capitan Fantasma, regia di Primo Zeglio (1953)
- La pattuglia dell'Amba Alagi, regia di Flavio Calzavara (1953)
- Donne proibite, regia di Giuseppe Amato (1954)
- Napoli piange e ride, regia di Flavio Calzavara (1954)
- Il cantante misterioso, regia di Marino Girolami (1955)
- La canzone del cuore, regia di Carlo Campogalliani (1955)
- Il canto dell'emigrante, regia di Andrea Forzano (1955)
- I giorni più belli, regia di Mario Mattoli (1956)
- Totò, Peppino e la malafemmina, regia di Camillo Mastrocinque (1956)
- Tempo di villeggiatura, regia di Antonio Racioppi (1956)
- Giovanni dalle Bande Nere, regia di Sergio Grieco (1956)
- La ragazza del Palio, regia di Luigi Zampa (1957)
- Il conte di Matera, regia di Luigi Capuano (1957)
- Londra chiama Polo Nord, regia di Duilio Coletti (1957)
- I fidanzati della morte, regia di Romolo Marcellini (1957)
- Adorabili e bugiarde, regia di Nunzio Malasomma (1958)
- Le bellissime gambe di Sabrina, regia di Camillo Mastrocinque (1958)
- Pia de' Tolomei, regia di Sergio Grieco (1958)
- Primo amore, regia di Mario Camerini (1959)
- Sergente d'ispezione, regia di Roberto Savarese (1959)
- Avventura in città, regia di Roberto Savarese (1959)
- Anonima cocottes, regia di Camillo Mastrocinque (1960)
- Le avventure di Mary Read, regia di Umberto Lenzi (1961)
- L'ammutinamento, regia di Silvio Amadio (1961)
- Gordon, il pirata nero, regia di Mario Costa (1961)
- Duello nella Sila, regia di Umberto Lenzi (1962)
- Sfida nella città dell'oro, regia di Aldo Medori (1962)
- Due samurai per 100 geishe, regia di Giorgio Simonelli (1962)
- I sette gladiatori, regia di Pedro Lazaga (1962)
- Il processo di Verona, regia di Carlo Lizzani (1963)
- A 008, operazione Sterminio, regia di Umberto Lenzi (1965)
- Zorro il ribelle, regia di Piero Pierotti (1966)
- Come rubare la corona d'Inghilterra, regia di Sergio Grieco (1967)
- Granada, addio!, regia di Marino Girolami (1967)
- 3 Supermen a Tokio, regia di Bitto Albertini (1968)
- La battaglia di El Alamein, regia di Giorgio Ferroni (1969)
- Uccidete Rommel, regia di Alfonso Brescia (1969)
- Angeli senza paradiso, regia di Ettore Maria Fizzarotti (1970)
- Il giardino dei Finzi-Contini, regia di Vittorio De Sica (1970)
- Amore e ginnastica, regia di Luigi Filippo D'Amico (1973)
- Raptus, regia di Marino Girolami (1974)
- Il bacio, regia di Mario Lanfranchi (1974)
- L'ossessa, regia di Mario Gariazzo (1974)
- Il furto della Gioconda, regia di Renato Castellani (1978)

## Doppiaggio
- Julius Tannen in Cantando sotto la pioggia
- Giuseppe Porelli in Don Camillo monsignore... ma non troppo

## Prosa radiofonica Rai
- Il mio cuore è sugli altipiani, di William Saroyan, regia di Enzo Ferrieri, trasmessa il 26 settembre 1948.
- Un capodanno per la povera gente, radiocommedia di Sergio Mattei e Luciano Cirri, regia di Pietro Masserano Taricco, trasmessa il 23 aprile 1955
- Come le foglie, di Giuseppe Giacosa, regia di Guglielmo Morandi, trasmessa il 29 luglio 1955.
- Vita col padre, di Lindsay e Crouse, regia di Marco Visconti, trasmessa il 10 ottobre 1955.
- Il tavolo di melo, racconto di Herman Melville, regia di Gian Domenico Giagni, trasmessa il 6 giugno 1956

## Prosa televisiva Rai
- Un uomo sull'acqua, regia di Mario Ferrero, trasmessa il 7 gennaio 1955.
- Invito al sogno, regia di Mario Ferrero, trasmessa il 4 febbraio 1955.
- La sera del sabato, di Guglielmo Giannini, regia di Anton Giulio Majano, trasmessa il 25 febbraio 1955.
- Se tu no m'ami, un atto di Paola Riccora, regia di Guglielmo Morandi, Programma nazionale, trasmesso il 22 dicembre 1956.
- Una tragedia americana, regia di Anton Giulio Majano, sceneggiato televisivo, 1962.
- Più rosa che giallo, regia di Alberto Bonucci, trasmessa dal 12 giugno al 24 luglio 1962.
- La cocuzza, di Giuseppe Cassieri, regia di Carlo Lodovici, 19 febbraio 1963.
- Le inchieste del commissario Maigret, regia di Mario Landi, (diversi episodi), 1964.
- Nero Wolfe, regia di Giuliana Berlinguer, episodio Il patto dei sei (1969)
- A come Andromeda, regia di Vittorio Cottafavi, 1972.
- Il '90, sceneggiato televisivo, 1979.